# Almas Öteschow
Almas Däuletjaruly Öteschow (kasachisch Алмаз Дәулетярұлы Өтешов, russisch Алмас Даулетярович Утешов Almas Dauletjarowitsch Uteschow; * 30. März 1988 in Jekpindi, Qysylorda) ist ein kasachischer Gewichtheber. Er wurde bei der Weltmeisterschaft 2013 Vize-Weltmeister im Zweikampf und im Stoßen im Mittelschwergewicht.

## Werdegang
Almas Öteschow begann als Jugendlicher mit dem Gewichtheben. Der 1,75 Meter große Athlet wuchs im Laufe seiner Karriere in das Mittelschwergewicht hinein, nachdem er vorher einige Jahre lang im Leichtschwergewicht gestartet war. Trainiert wird er von Ilja Alexandrowitsch Iljin.
Sein Debüt auf internationaler Ebene gab er bei den Asienspielen 2006 in Doha. Er kam dort im Leichtschwergewicht im Zweikampf auf 310 kg (140–170) und belegte damit den 9. Platz. 2007 startete er bei der Junioren-Weltmeisterschaft in Prag und erzielte im Leichtschwergewicht im Zweikampf 315 kg (140–175) und erreichte den 11. Platz.
2008 gewann Almas Öteschow bei der Asienmeisterschaft in Kanazawa/Japan im Mittelschwergewicht seine erste Medaille. Er steigerte sich dabei auf 355 kg (160–195) und erhielt dafür die Bronzemedaille im Zweikampf. Wie schwer der Weg an die Weltspitze ist, musste Almas Öteschow im Jahre 2010 erkennen, als er bei der Weltmeisterschaft in Antalya im Mittelschwergewicht eingesetzt wurde und er trotz einer Steigerung auf 360 kg (160–200) nur auf den 20. Rang kam. Im gleichen Jahr war er auch noch bei den Asienspielen in Guangzhou am Start und steigerte sich dort auf 371 kg (170–201), mit denen er den 6. Platz belegte.
Bei der Weltmeisterschaft 2011 in Paris unterliefen ihm im Reißen drei Fehlversuche mit 170 kg. Er schied damit unplatziert aus. Trotzdem wurde er bei den Olympischen Spielen 2012 in London im Mittelschwergewicht eingesetzt. Er erzielte dort im Zweikampf 395 kg (175–220) und kam auf einen beachtenswerten 7. Platz. Olympiasieger wurde dabei sein Landsmann und Vorbild Ilja Iljin.
Zum Höhepunkt in seiner bisherigen Laufbahn wurden die Weltmeisterschaften 2013 in Wrocław. Almas Öteschow konnte sich dort im Zweikampf auf 397 kg (175–222) steigern und wurde mit dieser Leistung hinter Alexander Iwanow aus Russland, der auf 402 kg (180–222) kam, Vize-Weltmeister. Außerdem gewann er auch mit seiner Stoßleistung von 222 kg eine WM-Silbermedaille.

## Internationale Erfolge
| Jahr | Platz | Wettbewerb                                | Gewichtsklasse | Ergebnis |
| 2006 | 9.    | Asienspiele in Doha                       | Leichtschwer   | mit 310 kg (140–170); Sieger: Wjatscheslaw Jerschow, Kasachstan, 377 kg (175–202) vor Lu Yong, China, 369 kg (167–202) |
| 2007 | 11.   | Junioren-WM in Prag                       | Leichtschwer   | mit 315 kg (140–170); Sieger: Alexander Iwanow, Russland, 359 kg (163–196)                                             |
| 2008 | 3.    | Asienmeisterschaft in Kanazawa/Japan      | Mittelschwer   | mit 355 kg (160–195); Sieger: Asghar Ebrahimi, Iran, 385 kg (180–205)                                                  |
| 2010 | 20.   | WM in Antalya                             | Mittelschwer   | mit 360 kg (160–200); Sieger: Alexander Iwanow, 403 kg (185–218), vor Artem Iwanow, Ukraine, 402 kg (185–217)          |
| 2010 | 6.    | Asienspiele in Guangzhou/China            | Mittelschwer   | mit 371 kg (170–201); Sieger: Ilja Iljin, Kasachstan, 394 kg (175–219)                                                 |
| 2011 | 6.    | Asienmeisterschaft 2011 in Tongling/China | Mittelschwer   | mit 355 kg (162–193); Sieger: Kim Min-jae, Südkorea, 388 kg (178–210)                                                  |
| 2011 | unpl. | WM in Paris                               | Mittelschwer   | nach drei Fehlversuchen im Reißen mit 170 kg; Sieger: Ilja Iljin, 407 kg (181–226) vor Artem Iwanow, 407 kg (186–221)  |
| 2012 | 7.    | OS in London                              | Mittelschwer   | mit 395 kg (175–220); Sieger: Ilja Iljin, 418 kg (185–233) vor Alexander Iwanow, 409 kg (185–224)                      |
| 2013 | 2.    | WM in Wrocław                             | Mittelschwer   | mit 397 kg (175–222), hinter Alexander Iwanow, 402 kg (180–222) und vor Wladimir Sedow, Kasachstan, 396 kg (180–216)   |

## WM-Einzelmedaillen
- WM-Silbermedaillen: 2013/Stoßen

Erläuterungen
- alle Wettkämpfe im Zweikampf, bestehend aus Reißen und Stoßen
- OS = Olympische Spiele, WM = Weltmeisterschaft
- Leichtschwergewicht, Gewichtsklasse bis 85 kg, Mittelschwergewicht, bis 94 kg Körpergewicht